# Tallon Griekspoor
Tallon Griekspoor, né le 2 juillet 1996 à Haarlem, est un joueur de tennis néerlandais, professionnel depuis 2015.

## Carrière
Fils d'un pilote de motocross, Tallon Griekspoor commence le tennis à l'âge de 5 ans. Il a deux frères jumeaux, Kevin et Scott (nés en 1991), qui ont tous deux été joueurs professionnels (classé 655e en 2017 pour le premier et 205e en 2018 pour le second).
Il remporte sept tournois Futures entre 2016 et 2017, puis un premier Challenger à Tampere en 2018, suivi d'un second à Banja Luka en 2019.
Il obtient sa premier victoire notable sur Stanislas Wawrinka (13e mondial) à Rotterdam en 2018. L'année suivante, il s'y illustre une nouvelle fois en éliminant cette fois-ci le 11e mondial Karen Khachanov.

### 2021
Sa carrière prend un tournant décisif en 2021, où il commence par s'illustrer au tournoi de Montpellier, lors duquel, issu des qualifications, il élimine Marcos Giron avant de s'incliner de justesse contre Ugo Humbert (7-6, 6-7, 6-7) en ayant eu trois balles de match dans le deuxième set.
En mars, il se qualifie à Acapulco, où il passe le premier tour et perd au second contre le norvégien Casper Ruud en lui prenant tout de même un set.
Il commence ensuite la saison sur terre battue avec quelques résultats mitigés en challenger et en qualifications au niveau tour, puis remporte le challenger de Prague en mai. Battu au deuxième tour des qualifications de Roland Garros, il enchaîne en gagnant un deuxième challenger à Bratislava.
Arrive ensuite la saison sur gazon, où il se qualifie à Wimbledon en remontant un handicap de deux sets au dernier tour des qualifications. Il n'est cependant pas gâté par le tirage, qui l'oppose à Alexander Zverev, qui le défait facilement en 3 sets.
De retour sur terre battue, il retrouve immédiatement le succès en remportant le challenger d'Amersfoort à domicile, en vainquant son compatriote Botic van de Zandschulp en finale. Il participe la semaine suivante au tournoi de Gstaad, où il dispose de l'Argentin Juan Ignacio Londero au premier tour, avant de se blesser à 5-4 dans le premier set du deuxième tour contre Benoît Paire. Diminué, il concède le jeu suivant, et donc le set, et abandonne.
Qualifié directement grâce à sa progression au classement à l'US Open, il renverse Jan-Lennard Struff au premier tour (2-6, 7-63, 4-6, 6-4, 7-5) avant de s'incliner contre le no 1 mondial Novak Djokovic (6-2, 6-3, 6-2).
Il remporte ensuite un match en Coupe Davis, avant de retrouver le circuit challenger, sur lequel il remporte successivement les tournois de Murcia, Naples et Naples II sur terre battue. Il enchaîne avec le gain du tournoi de Tenerife sur dur extérieur, puis Bratislava II en dur indoor. Avec 8 titres en 2021, il bat ainsi le record de titres en challenger sur une saison, qui était à 6 titres. Il établit également une série de 26 victoires consécutives, n'ayant pas connu la défaite depuis l'US Open et son match contre Novak Djokovic. Ainsi, il fait au cours de cette série son entrée dans le top 100, et pointe à la 65e place mondiale après son succès à Bratislava II.

### 2023. Premiers titres à Pune et Bois-Le-Duc, finale à Washington
Pour commencer la saison 2023, Tallon Griekspoor se défait lors du tournoi de Pune de l'Espagnol Jaume Munar (6-4, 7-5), de l'Italien Marco Cecchinato (6-4, 6-4), bénéficie du forfait de Marin Čilić en quarts de finale et s'impose devant le Russe Aslan Karatsev (7-6, 6-1) sans perdre un set pour rallier sa première finale sur le circuit ATP. Il affronte Benjamin Bonzi, un autre néophyte à ce niveau et s'impose en trois sets disputés (4-6, 7-5, 6-3) pour gagner son premier titre ATP. Un mois plus tard, il performe de nouveau, cette fois-ci dans son pays natal, à Rotterdam. Alors qu'il est invité par les organisateurs, il élimine le Suédois Mikael Ymer (7-6, 7-5), l'Allemand Alexander Zverev au deuxième tour (4-6, 6-4, 6-3) et l'invité Gijs Brouwer (6-4, 6-4). Il est battu en demi-finale par l'Italien Jannik Sinner (5-7, 6-7).
En juin, il remporte un second titre ATP à Bois-le-Duc en battant en finale Jordan Thompson (6-7, 7-6, 6-3) après d'autres victoires sur Mikael Ymer (6-2, 3-6, 6-3), et les Australiens Alexei Popyrin (6-3, 6-2) et Alex de Minaur (4-6, 6-3, 6-4) et le Finlandais Emil Ruusuvuori (6-4, 7-5). Il poursuit sa bonne série en atteignant les quarts de finale du tournoi de Halle, après avoir notamment éliminé Hubert Hurkacz en huitièmes de finales (6-3, 1-6, 7-6). Il perd face à Andrey Rublev, futur finaliste du tournoi (6-3, 3-6, 4-6).
Après avoir été éliminé dès le premier tour de Wimbledon par Marton Fucsovics (4-6, 2-6, 4-6), il s'engage en août au tournoi de Washington. Il y atteint sa première finale en ATP 500. Il bat tout d'abord Liam Broady (6-4, 6-2), puis Gaël Monfils (6-4, 1-6, 6-3) au cours d'un match interrompu par la pluie à 1-1 au troisième set. Il se défait en quarts de finale de Jeffrey John Wolf (7-5, 6-4), avant de créer la surprise en demi-finale en éliminant à domicile la tête de série n°1 du tournoi, Taylor Fritz (3-6, 6-3, 6-2), récupérant au passage sa première victoire contre un membre du Top 10. Il est également assuré d'atteindre son meilleur classement en carrière à l'issue du tournoi. Il affronte en finale le Britannique Daniel Evans et s'incline (5-7, 3-6).

### 2024
Griekspoor rejoint comme l'année précédente le troisième tour de l'Open d'Australie après deux belles victoires contre Roman Safiullin après avoir été mené deux manches à rien, puis Arthur Fils en quatre sets. Il est cependant balayé par le jeune Français de 21 ans Arthur Cazaux (6-3, 6-3, 6-1).
En février, il rejoint comme l'année précédente à Rotterdam les demi-finales après avoir sorti dans des duels serrés l'Italien Lorenzo Musetti (3-6, 7-67, 7-63), le Polonais huitième mondial Hubert Hurkacz (65-7, 7-65, 7-64) et le Finlandais Emil Ruusuvuori (7-5, 7-64). Comme la saison précédente également, il se fait sortir par l'Italien Jannik Sinner (2-6, 4-6), récent vainqueur de son premier titre du Grand Chelem à l'Open d'Australie en début d'année.

### 2025. 3etitre à Majorque, finale à Marrakech, quart de finale à Indian Wells et 1/8eà Roland-Garros
Il se montre renversant fin février à Dubaï, où, mené une manche à zéro à chaque fois, il parvient à remporter le match contre le qualifié Roman Safiullin (5-7, 7-64, 7-61), le tenant du titre Ugo Humbert (4-6, 6-3, 6-2), titré à Marseille quelques jours avant et le Russe tête de série numéro une Daniil Medvedev qui obtient quatre balles de match qu'il ne convertit pas (2-6, 7-67, 7-5). Cette victoire contre le numéro six est la meilleure en termes de classement pour le Hollandais qui doit renoncer à la finale, stoppé par le onzième mondial et ancien finaliste de l'Open d'Australie Stéfanos Tsitsipás (4-6, 4-6). Il surfe sur sa bonne lancée à Indian Wells en mars, où il continue de remonter des handicaps de un set à zéro, contre le Serbe Miomir Kecmanović (65-7, 6-4, 6-3) mais surtout contre le numéro deux mondial Alexander Zverev, récent finaliste de l'Open d'Australie (4-6, 7-65, 7-64), sa première victoire sur un Top 2. Il sort ensuite dans un tableau ouvert le géant Français Giovanni Mpetshi Perricard (7-63, 6-3) et le surprenant qualifié Japonais Yosuke Watanuki (7-64, 6-1) en huitièmes, deux novices à ce stade Ces quatre victoires lui permettent de rejoindre son premier quart de finale en Masters 1000, où il livre une belle première manche avant de s'effondrer contre le jeune Holger Rune (7-5, 0-6, 3-6).
Il arrive pour la première fois en finale d'un tournoi sur terre à Marrakech en sortant l'ancien Top 10 Pablo Carreño Busta (7-61, 3-6, 6-3), l'Italien Mattia Bellucci (6-3, 6-4) et le Polonais qualifié Kamil Majchrzak (7-5, 7-63), échouant seulement contre Luciano Darderi, qui gagne alors son deuxième titre en finale en deux jeux décisifs. Il franchit les tours à Roland-Garros, toujours avec difficulté, contre l'Américain Marcos Giron (4-6, 6-3, 6-4, 7-5), le Canadien Gabriel Diallo (7-5, 7-63, 1-6, 6-3), vainqueur de son premier match Porte d'Auteuil et le jeune Ethan Quinn (4-6, 6-1, 62-7, 6-1, 6-4) qui a gagné quelques jours avant ses premiers matchs en Majeur. Pour son premier huitième de finale en Grand Chelem, il retrouve comme l'année passée le numéro trois mondial Alexander Zverev, mais doit abandonner durant le second set (4-6, 0-3 ab.).
Il s'impose avec la manière à Majorque, sans perdre un seul set du tournoi devant Ethan Quinn (7-5, 6-4) et Gabriel Diallo (6-4, 6-4) de nouveau, ce dernier ayant remporté son premier titre en carrière à Bois-Le-Duc la semaine passée. Une victoire sur le même score devant l'ancien Top 10 Félix Auger-Aliassime le mène à sa cinquième finale où il rencontre le fantasque Corentin Moutet, qu'il prive de premier titre (7-5, 7-6), devenant le premier Néerlandais vainqueur du tournoi Espagnol.

## Palmarès

### Titres en simple
| No | Date       | Nom et lieu du tournoi         | Catégorie | Dotation  | Surface      | Finaliste       | Score           |          |
| -- | ---------- | ------------------------------ | --------- | --------- | ------------ | --------------- | --------------- | -------- |
| 1  | 02-01-2023 | Tata Open Maharashtra, Pune    | ATP 250   | 642 735 $ | Dur (ext.)   | Benjamin Bonzi  | 4-6, 7-5, 6-3   | Parcours |
| 2  | 12-06-2023 | Libéma Open, Bois-le-Duc       | ATP 250   | 673 630 € | Gazon (ext.) | Jordan Thompson | 64-7, 7-63, 6-3 | Parcours |
| 3  | 22-06-2025 | Mallorca Championships, Calvià | ATP 250   | 596 035 € | Gazon (ext.) | Corentin Moutet | 7-5, 7-63       | Parcours |

### Finales en simple
| No | Date       | Nom et lieu du tournoi            | Catégorie | Dotation    | Surface      | Vainqueur       | Score      |          |
| -- | ---------- | --------------------------------- | --------- | ----------- | ------------ | --------------- | ---------- | -------- |
| 1  | 31-07-2023 | Mubadala Citi DC Open, Washington | ATP 500   | 2 013 940 $ | Dur (ext.)   | Daniel Evans    | 7-5, 6-3   | Parcours |
| 2  | 31-03-2025 | Grand-Prix Hassan II, Marrakech   | ATP 250   | 596 035 €   | Terre (ext.) | Luciano Darderi | 7-63, 7-64 | Parcours |

### Titres en double messieurs
| No | Date       | Nom et lieu du tournoi                     | Catégorie | Dotation    | Surface    | Partenaire              | Finalistes                     | Score            |          |
| -- | ---------- | ------------------------------------------ | --------- | ----------- | ---------- | ----------------------- | ------------------------------ | ---------------- | -------- |
| 1  | 17-10-2022 | European Open Anvers                       | ATP 250   | 648 130 €   | Dur (int.) | Botic van de Zandschulp | Rohan Bopanna Matwé Middelkoop | 3-6, 6-3, [10-5] | Parcours |
| 2  | 26-02-2024 | Dubai Duty Free Tennis Championships Dubaï | ATP 500   | 2 941 785 $ | Dur (ext.) | Jan-Lennard Struff      | Ivan Dodig Austin Krajicek     | 6-4, 4-6, [10-6] | Parcours |

### Finale en double messieurs
| No | Date       | Nom et lieu du tournoi     | Catégorie | Dotation  | Surface    | Vainqueurs                       | Partenaire   | Score             |          |
| -- | ---------- | -------------------------- | --------- | --------- | ---------- | -------------------------------- | ------------ | ----------------- | -------- |
| 1  | 27-01-2025 | Open Occitanie Montpellier | ATP 250   | 596 035 € | Dur (int.) | Robin Haase B. van de Zandschulp | Bart Stevens | 67-7, 6-3, [10-5] | Parcours |

## Parcours dans les tournois duGrand Chelem

### En simple
| Année | Open d'Australie | Open d'Australie    | Internationaux de France | Internationaux de France | Wimbledon       | Wimbledon         | US Open         | US Open         |
| ----- | ---------------- | ------------------- | ------------------------ | ------------------------ | --------------- | ----------------- | --------------- | --------------- |
| 2020  | 1er tour (1/64)  | Taylor Fritz        | —                        | —                        | Annulé          | Annulé            | —               | —               |
| 2021  | —                | —                   | —                        | —                        | 1er tour (1/64) | Alexander Zverev  | 2e tour (1/32)  | Novak Djokovic  |
| 2022  | 2e tour (1/32)   | Pablo Carreño Busta | 2e tour (1/32)           | Brandon Nakashima        | 2e tour (1/32)  | Carlos Alcaraz    | 1er tour (1/64) | Federico Coria  |
| 2023  | 3e tour (1/16)   | Stéfanos Tsitsipás  | 2e tour (1/32)           | Hubert Hurkacz           | 1er tour (1/64) | Márton Fucsovics  | 1er tour (1/64) | Arthur Fils     |
| 2024  | 3e tour (1/16)   | Arthur Cazaux       | 3e tour (1/16)           | Alexander Zverev         | 2e tour (1/32)  | Miomir Kecmanović | 3e tour (1/16)  | Grigor Dimitrov |
| 2025  | 1er tour (1/64)  | Hubert Hurkacz      | 1/8 de finale            | Alexander Zverev         | 1er tour (1/64) | Jenson Brooksby   |                 |                 |

N.B. : à droite du résultat se trouve le nom de l'ultime adversaire.

### En double messieurs
| 2022 | 1er tour (1/32) A. Vavassori \|\| style="text-align:left;" \| D. Inglot K. Skupski   | 1er tour (1/32) van de Zandschulp \|\| style="text-align:left;" \| W. Koolhof N. Skupski | 1er tour (1/32) Oscar Otte \|\| style="text-align:left;" \| R. Galloway Max Schnur    | —                                                                                   | —                                                                                   |  |
| 2023 | —                                                                                    | —                                                                                        | 1er tour (1/32) B. Stevens \|\| style="text-align:left;" \| M. Granollers H. Zeballos | 1/4 de finale B. Stevens \|\| style="text-align:left;" \| R. Bopanna M. Ebden       | 1/8 de finale T. Kokkinakis \|\| style="text-align:left;" \| M. González A. Molteni |  |
| 2024 | 1er tour (1/32) B. Stevens \|\| style="text-align:left;" \| L. Glasspool J.-J. Rojer | —                                                                                        | —                                                                                     | 1er tour (1/32) B. Stevens \|\| style="text-align:left;" \| F. Martin M. Middelkoop | 1er tour (1/32) T. Kokkinakis \|\| style="text-align:left;" \| W. Koolhof N. Mektić |  |
| 2025 | 1/8 de finale van de Zandschulp \|\| style="text-align:left;" \| F. Cabral N. Borges | 1er tour (1/32) B. Stevens \|\| style="text-align:left;" \| J. Schnaitter M. Wallner     | —                                                                                     | —                                                                                   |                                                                                     |  |

N.B. : le nom du partenaire se trouve sous le résultat ; les noms des ultimes adversaires se trouvent à droite.

## Parcours dans lesMasters 1000
| Année | Indian Wells          | Miami                 | Monte-Carlo          | Madrid                  | Rome               | Canada                   | Cincinnati            | Shanghai           | Paris                     |
| ----- | --------------------- | --------------------- | -------------------- | ----------------------- | ------------------ | ------------------------ | --------------------- | ------------------ | ------------------------- |
| 2022  | 1er tour S. Querrey   | 1er tour F. Cerúndolo | 1er tour A. Ramos    | —                       | 1er tour S. Báez   | —                        | —                     | n.o.               | —                         |
| 2023  | 3e tour C. Alcaraz    | —                     | 1er tour S. Wawrinka | 2e tour J. Munar        | —                  | 1er tour A. Zverev       | 1er tour F. Tiafoe    | 2e tour D. Lajović | 1/8 de finale N. Djokovic |
| 2024  | 3e tour A. Zverev     | 3e tour J. Sinner     | 2e tour A. de Minaur | 1/8 de finale A. Rublev | 2e tour F. Passaro | 1er tour L. Sonego       | 1er tour A. Michelsen | 3e tour A. Zverev  | 2e tour A. Zverev         |
| 2025  | 1/4 de finale H. Rune | —                     | 1er tour A. Fils     | 2e tour J. Draper       | 2e tour A. Fils    | 2e tour T. M. Etcheverry | 2e tour H. Medjedović |                    |                           |

N.B. : sous le résultat se trouve le nom de l’ultime adversaire.

## Confrontations avec ses principaux adversaires
Confrontations lors des différents tournois ATP et en Coupe Davis avec ses principaux adversaires (5 confrontations minimum et avoir été membre du top 10). Classement par pourcentage de victoires. Situation au 7 juin 2025 :
| Joueur           | Meilleur classement | Confrontations | Victoires | Défaites | Pourcentage de victoires | Dernière confrontation                            |
| ---------------- | ------------------- | -------------- | --------- | -------- | ------------------------ | ------------------------------------------------- |
| Jannik Sinner    | 1                   | 6              | 0         | 6        | 0                        | défaite (62-7, 2-6) à la Coupe Davis 2024         |
| Carlos Alcaraz   | 1                   | 5              | 0         | 5        | 0                        | défaite (60-7, 3-6) à la Coupe Davis 2024         |
| Alexander Zverev | 2                   | 10             | 2         | 8        | 20                       | défaite (4-6, 0-3 ab.) à Roland-Garros 2025       |
| Hubert Hurkacz   | 6                   | 5              | 2         | 3        | 40                       | défaite (5-7, 4-6, 4-6) à l'Open d'Australie 2025 |

## Victoires sur le top 10
Toutes ses victoires sur des joueurs classés dans le top 10 de l'ATP lors de la rencontre.
| Légende      |
| ------------ |
| Grand Chelem |
| Masters      |
| Masters 1000 |
| ATP 500      |
| ATP 250      |
| Coupe Davis  |

| # | T.G.  | Tournoi      | Année | Surface    | Adversaire       | Rang | Tour | Score            |
| - | ----- | ------------ | ----- | ---------- | ---------------- | ---- | ---- | ---------------- |
| 1 | no 37 | Washington   | 2023  | Dur        | Taylor Fritz     | no 9 | 1/2  | 3-6, 6-3, 6-2    |
| 2 | no 29 | Rotterdam    | 2024  | Dur (int.) | Hubert Hurkacz   | no 8 | 1/8  | 65-7, 7-65, 7-64 |
| 3 | no 37 | Stockholm    | 2024  | Dur (int.) | Casper Ruud      | no 8 | 1/4  | 7-5, 7-65        |
| 4 | no 47 | Dubaï        | 2025  | Dur        | Daniil Medvedev  | no 6 | 1/4  | 2-6, 7-67, 7-5   |
| 5 | no 43 | Indian Wells | 2025  | Dur        | Alexander Zverev | no 2 | 1/32 | 4-6, 7-65, 7-64  |

## Classements ATP en fin de saison
| Année          | 2014 | 2015 | 2016 | 2017 | 2018 | 2019 | 2020 | 2021 | 2022 | 2023 | 2024 |
| Rang en simple | 1340 | 634  | 341  | 233  | 232  | 180  | 153  | 64   | 96   | 23   | 40   |
| Rang en double | 1058 | 668  | 331  | 380  | 944  | 490  | 309  | 346  | 214  | 110  | 139  |

Source : (en) Classements de Tallon Griekspoor sur le site officiel de la Fédération internationale de tennis